# スカート (トランプゲーム)
スカート（独: Skat）はドイツのカードゲームで、32枚のカードを使い3人が勝負に参加するビッドのあるトリックテイキングゲームである。

## 歴史
19世紀初頭ドイツのテューリンゲン地方の町アルテンブルクで、シャーフコップフ(Schafkopf)、ロンブル(L'hombre)、ドイツ式ゾーロ（ドイツ語版記事）、タロック(Tarock)をもとにしてできたとされている。スカート(Skat)の語源はイタリア語のscartareやフランス語のécarterで、伏せて置くという意味。1830年頃からドイツ全土へと広まり、特にライプツィヒ、ハレ、イェーナの学生の間で流行。次第に賭博にも使われるようになり、それにより得失点を倍増させる多くの変則ルールが加わった。その後ルールを統一する目的から、1886年にアルテンブルクで第1回スカート会議が開かれ、ドイツ･トーナメントルールが制定される。1899年にはドイツスカート連盟Deutscher Skatverband (DSkV)が発足。アメリカではすでに1876年にドイツ移民によりスカートが伝わっており、1878年にはニューヨークで第１回アメリカ・スカートトーナメントが開かれ、1898年に北米スカートリーグが設立される。トーナメントの開催が増えるにしたがい、ルールの紛糾点を明らかにする必要から、1927年アルテンブルクにスカートルール裁判所が設立される。そこにルールの問題点が寄せられ改善されることで、現在のルールができあがった。現在のトーナメントで使われているルールは、1999年にドイツスカート連盟と国際スカートプレイヤー協会International Skat Players Association (ISPA)により定められた国際スカートルールInternationale Skatordnung (ISkO)である。

## 使用されるカード
52枚のトランプから各スートの2 - 6を除いた32枚が使われる。ドイツで使われるカードはフランス式とドイツ式があり、フランス式ではキング、クイーン、ジャックがそれぞれケーニヒ(König)、ダーメ(Dame)、ブーベ(Bube)となる。また、ドイツ式ではケーニヒ(König)、オーバー(Ober)、ウンター(Unter)、そしてエースの代わりにダウス(Daus)というカードが使われる。さらにドイツ式ではスートが独自のものとなり、クラブはアイヒェルン(Eicheln、どんぐり)、スペードはグリュン(Grün、木の葉)、ハートはロート(Rot、ハート)、ダイヤはシェレン(Schellen、鈴)である。トーナメントでは、クラブが黒、スペードが緑、ハートが赤、ダイヤが黄色に配色されたトーナメントカードが使われる。
各スートのカードは強い方から A, 10, K, D, B, 9, 8, 7 の順番となる。4枚のブーベは表記されているスートには属さず切札スートとして扱われ、強い方からクラブ・ブーベ、スペード・ブーベ、ハート・ブーベ、ダイヤ・ブーベの順番となる。また、カードには次のようなポイントがある。全カードは合計で120ポイント。
- A - 11ポイント
- 10 - 10ポイント
- K - 4ポイント
- D - 3ポイント
- B - 2ポイント
- 9，8，7 - 0ポイント

## 国際スカートルール　Internationale Skatordnung (ISkO)
1999年1月1日から国際的にトーナメントで使われているルール。個人でゲームを楽しむ際には、他にクナイペルールとよばれる変則ルールが広く使われている。

### プレイヤー
3人のプレイヤーが勝負に参加する。4人あるいは5人でゲームをおこなうときは、1勝負ごとに3人のプレイヤーが交代で勝負をする。ディーラーの左隣のプレイヤーがフォアハンド(Vorhand)、その左隣がミドルハンド(Mittelhand)、ディーラーの右隣がリアハンド(Hinterhand)となる。3人でおこなうときはディーラーがリアハンドを兼ね、4人のときディーラーは勝負に参加しない。また5人のときはディーラーと、さらにミドルハンドとリアハンドの間のプレイヤーが勝負に参加しない。

### ゲームの目的
ゲームは1勝負ごとに単独プレイヤーと2人の対抗プレイヤーに分かれて進められる。単独プレイヤーはカードのポイントを全ポイントの過半数となる61ポイント以上集めることが目的となり、2人の対抗プレイヤーはそれを協力して阻止しようとする。単独プレイヤーは1勝負ごとに、スートゲーム、グラン、ヌルの3種類からそのときの手札により有利なものを選ぶ。

#### スートゲーム (Farbspiel)
単独プレイヤーは1つのスートを切札に指定する。この際4枚のブーベと指定されたスートは11枚で切札スートとなる。例えばハートが切札のとき、切札スートは強い方からクラブ・ブーベ、スペード・ブーベ、ハート・ブーベ、ダイヤ・ブーベ、ハートA、ハート10、ハートK、ハートD、ハート9、ハート8、ハート7の順番。

#### グラン (Grand)
4枚のブーベのみが切札スートとなる。つまりグランでは、切札、クラブ、スペード、ハート、ダイヤの5つのスートがあることになる。スートゲームのときと同じく、切札は強い方からクラブ・ブーベ、スペード・ブーベ、ハート・ブーベ、ダイヤ・ブーベで、各スートのカードは強い方から A, 10, K, D, 9, 8, 7 の順番。

#### ヌル (Null)
スートゲームとグランではカードを61ポイント以上取ることが目的だが、ヌルでは単独プレイヤーが1トリックも取らないことが目的。また対抗プレイヤーは単独プレイヤーにトリックを取らせるようにする。切札はなく、ブーベと10の強さが他の勝負のときと異なり、各スートのカードは強い方から A, K, D, B, 10, 9, 8, 7 となる。ヌルとはドイツ語でゼロという意味。

### カードを配る
プレイヤーの席と最初のディーラーは、各プレイヤーがカードを1枚ずつひいて決める。上位のカードをひいた人が最初のディーラーとなり、カードの強い順にそこから時計回りに座る。カードを配る前に、リアハンドはカードの山から4枚以上を残し4枚以上を取るように1回カットする。それからディーラーは左隣から時計回りに3枚ずつ各プレイヤーにまとめて配り、次に2枚のカードを場に伏せて置く。それからまた各プレイヤーに4枚ずつまとめて配り、最後に3枚ずつ配る。プレイヤーの手札は10枚。ディーラーは1勝負ごとに時計回りに交代する。なお場に伏せて置かれた2枚はスカートとよばれる。

### ビッド (Reizen)
カードを配り終えたら手札を見て、誰が単独プレイヤーになるかを決めるビッド（競り）をおこなう。手札と勝負の内容によって計算されるゲーム点(Spielwert)を宣言することでおこなわれる。ゲーム点は次のようにトップ、達成点、基本点から計算される。
ゲーム点 ＝ (トップ + 達成点) × 基本点

#### トップ (Spitze)
最も強い切り札であるクラブ・ブーベから連続して何枚の切札を持っているか、あるいは持っていないかという枚数。例えばクラブ・ブーベとハート・ブーベを持っているときはトップ1枚ありと数え、スペード・ブーベとハート・ブーベを持っているときはトップ1枚なしと数えるが、これらは同じトップ1としてゲーム点に計算される。トップは最小で1、最高はグランのときの4、あるいはスートのときの11。
（例）持っている切札とトップ
- ダイヤ・ブーベ　-　トップ3枚なし
- クラブ・ブーベ、スペード・ブーベ、ハート・ブーベ、ダイヤ・ブーベ、切札A、切札10　-　トップ6枚あり
- クラブ・ブーベ、ハート・ブーベ、ダイヤ・ブーベ、切札A、切札10　-　トップ1枚あり

#### 達成点 (Gewinnstufe)
トップに足して数える値で、勝負の内容によって決まる。単独プレイヤーがスカートの札を取るスカートゲームか、スカートを取らないハンドで勝負するかにより次のように異なる。
スカートゲーム
1. シュピール
2. シュナイダー
3. シュヴァルツ

ハンドゲーム
1. シュピール
2. ハンド
3. シュナイダー
4. シュナイダー宣言
5. シュヴァルツ
6. シュヴァルツ宣言
7. ウヴェア（ヌルは除く）

シュピールは単独プレイヤーが獲得カード61～89ポイントを取ることを意味し、どの勝負のときも数える。シュナイダーは90～120ポイント、シュヴァルツは全トリックを取ることである。ハンドのときはシュナイダーあるいはシュヴァルツをすることを勝負の前にあらかじめ宣言することができる。さらにハンドのときは手札を公開した勝負ウヴェアができる。値の高いものはそれ以下のものをすべて含んでいるものとする。つまりシュヴァルツはシュナイダーを同時におこなうことを意味し、ウヴェアはシュヴァルツ、シュナイダー、ハンドを同時におこなうものとする。達成点の数え方は、例えばトップ2のとき「シュピール3、シュナイダー4」。

#### 基本点 (Grundwert)
どのスートを切札にするかにより次のように決まる。
- ダイヤ - 9
- ハート - 10
- スペード - 11
- クラブ - 12
- グラン - 24

#### ゲーム点の計算例
- スペードが切札で、トップが1枚ないとき。

トップ1、シュピール２で22点。
- ハートが切札で、トップが3枚あり、ハンドでシュナイダー宣言をしたとき。

トップ3、シュピール4、ハンド5、シュナイダー6、シュナイダー宣言7で70点。

#### ヌルのゲーム点
スートゲームやグランと異なり、次のように決められたゲーム点を数える。切札のないヌルではトップを数えることがなく、トリックをとらないため達成点もないからである。これらは括弧に示したようにスートのゲーム点と比較して決められている。
- ヌル = 23　（スペードとクラブにおけるトップ1+達成点1のゲーム点22と24の間）
- ヌル・ハンド = 35　（スペードとクラブにおけるトップ1+達成点2のゲーム点33と36の間）
- ヌル・ウヴェア = 46　（スペードとクラブにおけるトップ1+達成点3のゲーム点44と48の間）
- ヌル・ウヴェア・ハンド = 59　（スペードとクラブにおけるトップ1+達成点4のゲーム点55と60の間）

### ビッドの流れ
ひとりが点数を提示し相手がそれを「受ける」か「パス」するという方法で進められる。はじめにフォアハンドとミドルハンドがおこない、勝ったプレイヤーがリアハンドとおこなう。まずミドルハンドが最も少ないゲーム点18からゲーム点を提示できる。フォアハンドがそれを受けた場合、ミドルハンドはそれ以上のゲーム点を提示するかパスをする。どちらかがパスをすると、その残ったプレイヤーに対し、リアハンドはすでに提示されている以上のゲーム点を提示するかパスをする。その際ミドルハンドがゲーム点を提示せずはじめからパスしていた場合は18から提示できる。そして最後までパスをしなかったプレイヤーが単独プレイヤーとなる。得点としてありえない点数を提示することはできない。その際手札を推測されないようにするため、「18, 20, 22, 23, 24, 27, 30, …」のように数字を順番に提示するのが普通。なおミドルハンドとリアハンドがゲーム点の提示をおこなわないでただちにパスをした場合、フォアハンドはゲーム点の提示をすることなく単独プレイヤーになることができる。また、プレイヤーが３人とも単独プレイヤーとして勝負を望まずいずれもがパスをしたときは、その勝負はパスされたことになり、ディーラーは左隣のプレイヤーに交代し次の勝負へ移る。
（例）Fはフォアハンド、Mはミドルハンド、Rはリアハンド。
M:18、F:受ける、M:パス、R:20、F:受ける、R:22、F:パス
リアハンドがゲーム点22で単独プレイヤーとなる。

### スカートの交換
ビッドが終わると単独プレイヤーは、スカートとして場に伏せて置かれたカードと手札の中の2枚を交換することができる。スカートを交換する場合、スカートの2枚を手札に加え、手札から選んだ2枚を伏せて自分のそばへ置いておく。このとき切札を含めてどのカードでもスカートに戻すことができる。スカートは単独プレイヤーの獲得カードポイントに数え、またスカートに切札が入っていたときはトップの枚数に含めて数える。

#### ハンド
スカートを交換せずに手札のみで勝負を始めることもできる。ハンドの場合、単独プレイヤーはスカートを見ずに伏せたまま手元へ置いておくが、勝負終了後はやはり単独プレイヤーの獲得カードポイントとして数え、またトップの枚数に含めて数える。ハンドはスカートゲームより達成点がひとつ多くなり、より高い点をねらうことができる。さらにあらかじめシュナイダーやシュヴァルツを宣言することができ、これにより高い達成点を得られる。対抗プレイヤーの獲得カードポイントを30ポイント以下にする自信があればシュナイダー宣言、また対抗プレイヤーがひとつもトリックを取れないと思うときはシュヴァルツ宣言をする。そしてシュナイダー宣言をしたにもかかわらず獲得カード90ポイント以上を取れなかった場合は、たとえ61ポイント以上取っていても負けとなり、すべてのカードポイント120を獲得していてもトリックをすべて取れなかった場合はシュヴァルツ宣言に失敗となる。

#### ウヴェア (ouvert)
手札を公開して勝負すること。ウヴェアはスートゲームとグランにおいてはハンドでなくてはならない。また全トリックを取るシュヴァルツを同時にするものとし、これはもちろんシュナイダーも意味する。ウヴェアを宣言したときは、はじめのトリックの前に手札をすべて自分の前へ並べて置く。その際カードはスートごとに整理し、強さ順に並べていなくてはならない。ヌルでは例外としてスカートを交換してさらにウヴェアで勝負することができる。ウヴェアはフランス語でオープンという意味。

### 勝負の宣言
単独プレイヤーはスカートを交換した後、あるいはハンドで勝負すると決めた後、どの勝負を始めるか宣言をする。その際切札にするスートまたはグランやヌルという勝負の種類、ハンドにするかどうか、そしてハンドのときはシュナイダーやシュヴァルツをするかどうかを明確にする必要があり、例えば「クラブ」、「ハート、ハンド」、「スペード、ハンド、シュナイダー」のように宣言する。

### トリック (Stich)
勝負の宣言のあと、フォアハンドからミドルハンド、リアハンドの順番に手札から１枚ずつカードを表向きに出していく。場に出された3枚のカードをトリック、フォアハンドが出すカードのことをリードとよぶ。ミドルハンドとリアハンドはリードと同じスートが手札にあればそれを出さなければならない。2枚以上ある場合はその中から選ぶ。リードされたスートを持っていない場合に限り、どのカードを出すこともできる。最も強いカードを出したプレイヤーがそのトリックを取る。
- 出ているカードの中に切札があるときは切札を出したプレイヤーがトリックを取る。
- 切札を出したプレイヤーが2人以上いる場合は切札の中で1番強いカードを出したプレイヤーがトリックを取る。
- 出ているカードの中に切札がない場合にはリードと同じスートで最も強いカードを出したプレイヤーがトリックを取る。

トリックを取るプレイヤーは場のカードを伏せて自分のそばへ置いておく。対抗プレイヤーは2人の獲得したトリックをまとめて置いておく。前のトリックを取ったプレイヤーが次のフォアハンドとしてリードをおこない、手札がなくなるまでの10トリック続ける。なおヌルのときは単独プレイヤーがトリックを取った時点で勝負は終了する。

### 残りのトリックをすべて取る
残りのトリックをすべて取れると思ったときは、その時点で手札を見せてカードをすべて取ることができる。例えば残り3トリックで、単独プレイヤーは3枚の切札を持っていて、対抗プレイヤーが切札をもう持っていないと分かっているとき、単独プレイヤーは手札を見せる。それに応じて他のプレイヤーも手札を見せなければならない。ただし手札を見せたにもかかわらず残りのトリックを取れない場合は負けとなる。

### オーバービッド (überreizen)
単独プレイヤーはスカートを含めた手札でトップを数えるため、ビッドの時点の手札のトップがスカートによって減る場合がある。例えば手札にハート・ブーベを持っているときはトップ2枚なしとなるので、ハートを切札に考え30までゲーム点をビッドしたとする。ところがスカートにクラブ・ブーベがあった場合はトップ1枚ありになる。このようにスカートによりトップが減った場合をオーバービッドとよぶ。この場合、たとえ獲得カードが61ポイント以上であっても、宣言したゲーム点30が達成される勝負をしなければ負けとなる。すなわちハートが切札のシュナイダーを成功させるか、グランで48、またはヌル･ウヴェアで46のゲーム点にすることでオーバービッドを解決しなければならない。逆にスカートによりトップが増えた場合は、勝てばビッドで宣言したゲーム点以上の得点となる。例えばクラブ・ブーベを持っているときはトップ1枚ありとなるので、クラブを切札に考え24までビッドをしたとする。そしてスカートにスペード・ブーベがあった場合トップは2枚ありとなるので、勝負に勝てば36点が得られる。

### 降参
スカートの交換をおこなった後、宣言したゲーム点の獲得ができないと考えたときは、手札が少なくとも9枚あるうちは降参することができる。ただし降参の理由はオーバービッドに限る。トリックをおこなわないときでも、降参の際は同時に勝負の宣言する必要がある。勝負の種類により失点が決まるからである。

### 得点と失点
単独プレイヤーの獲得カードが61ポイント以上あれば、ゲーム点が得点となる。61ポイントに満たないとき、あるいはシュナイダー宣言やシュヴァルツ宣言に失敗したときは、ゲーム点の2倍が失点となる。降参した場合の失点も同じくゲーム点の2倍である。オーバービッドで勝負をして負けた場合は、ゲーム点がビッドの宣言以上になるまで達成点を加えて計算する。
（例1）単独プレイヤーが勝った場合。
切札はハート、トップ3のハンドゲームでビッドしたゲーム点は40、獲得カード95ポイントあったとする。トップ3、シュピール4、ハンド5、シュナイダー6と数え、ハートの基本点が10なので、6×10=60、ビッドした以上の60得点。
（例2）単独プレイヤーが負けた場合。
切札はクラブ、トップ2でビッドしたゲーム点は18、獲得カード61ポイントに満たなかったとする。トップ2、シュピール3×クラブ12＝36、2倍の72失点。もしこれがハンドならばトップ2、シュピール3、ハンド4×クラブ12=48、2倍の96失点。さらに対抗プレイヤー2人の獲得カードが90ポイント以上だった場合はトップ2、シュピール3、ハンド4、シュナイダー5で120失点。
（例3）オーバービッドで勝負して負けた場合。
ビッドしたゲーム点が60で、スカートを含めるとトップ1、グランの勝負、獲得カードは61ポイント以上90ポイント未満だったとする。トップ1、シュピール2×グラン24=48となり、ビッドしたゲーム点より少ないので負けとなる。この場合トップ1、シュピール2、オーバービッド3で3×24=72点と宣言したゲーム点より多くなるまで達成点を加え、その2倍の144が失点となる。なお獲得カード61ポイント以下の場合でも同じ失点となる。
（例４）降参する場合。
ハート・ブーベが手札にあったのでクラブを切札に考えゲーム点30までビッド、しかしスカートにクラブ・ブーベがあったためオーバービッドを理由に降参する。同時に勝負の宣言が必要となるが、クラブを宣言した場合はトップ1、シュピール2、オーバービッド3×12=36、その2倍の72失点。この場合は30までしかビッドをしていないので、ハートを宣言して60失点で降参できる。

### 禁止事項
スカートでは次の行為が禁止されている。
- 一度場に出したカードをやり直すこと。
- 勝負の間、声に出して切札の数やカードポイントを数えること。
- 伏せて置いてある取ったトリックをもう一度見ること。
- 勝負の途中でスカートをもう一度確認すること。

### 要求されたカードを出さなかった場合
トリックにおいてリードで要求されているカードを出さなかったことが指摘された場合すぐに勝負は終了し、間違ったカードを出したプレイヤーの負けとなる。ただしその時点の獲得カードポイントですでに勝負が決まっていたときは、それにより勝敗は変わらない。つまり要求されたカードを出し間違えた時点ですでに60ポイント以上カードを獲得していれば、間違いにもかかわらず勝つことになる。

### 総合得点　(Gesamtpunkt)
1ゲームに30回から48回の勝負をおこない、勝負ごとの得失点の合計と勝ち負けの数から計算した総合得点を競う。3人のゲームのときの計算方法は次の通り。
総合得点 = （合計得点） + ｛（勝った勝負数） - （負けた勝負数）｝ × 50 + （対戦プレイヤーの負けた勝負数） × 40
4人のときは、対戦プレイヤーの負けた勝負数に40ではなく30をかける。勝ち負け数を計算に入れることで、1勝負で大きな得点をするよりも、少ない得点でも数多く勝つことが評価される。

### トーナメントの得点表
1勝負ごとに単独プレイヤーの得失点は次のような得点表に記入する。左の欄には勝負ごとの得失点を書き入れ、プレイヤーの欄にはそれぞれのプレイヤーのそれまでのゲーム点を合計して記入する。
トーナメントの得点表